# ساقیه الدائر
ساقیه الدائر (به عربی: ساقیة الدائر) شهری در استان صفاقس کشور تونس است که جمعیت آن در سرشماری سال ۲۰۰۴ میلادی ۴۰٫۷۱۷ نفر بوده‌است.